# Agnès Clément
Agnès Clément (née le 1er janvier 1990 au Puy-en-Velay) est une harpiste française, lauréate des grands concours internationaux.

## Biographie
Née dans une famille de musiciens, Agnès commence la harpe au conservatoire de Clermont-Ferrand avec Liliane Thalamas, puis poursuit sa formation au conservatoire de Boulogne-Billancourt dans la classe de Daniel Douay. Ses études se terminent en 2006 par un Diplôme d’études musicales à l’unanimité. Idem pour le basson l’année suivante.
Elle intègre ensuite le Conservatoire national supérieur de musique et de danse de Lyon dans le classe de Fabrice Pierre.
Agnès Clément remporte le troisième prix du Concours international Lily Laskine à Paris en 2008, le deuxième prix du Concours Valentino Buccho : « L’Arpa nel 20-21° seccolo » à Rome en 2009, le Prix Tissier Grand-Pierre offert par l’Institut de France en 2010, puis le Premier Prix du Concours International de harpe des USA, à Bloomington en 2010.
Ces différentes distinctions lui valent d’être régulièrement invitée à se produire en récital dans les festivals français (Festival de Sully à Paris, « Harpe en Avesnois » à Maubeuge, « Journées de la Harpe » à Arles, Carnegie Hall à New York, « Congrès Mondial de la Harpe » à Vancouver, Festival « Les Muséiques » à Bâle…).
Elle a étudié durant l'année scolaire 2010-2012 à Bruxelles auprès de Jana Boušková dans le cadre du programme d'échange européen Erasmus, et conclu en juin 2012 sa dernière année de Master au Conservatoire national supérieur de musique et de danse de Lyon dans la classe de Fabrice Pierre.
Depuis 2013, elle est harpiste solo de l'orchestre de l’Opéra Royal de la Monnaie à Bruxelles.
Agnès Clément joue une harpe Lyon & Healy offerte par la maison Lyon & Healy de Chicago[réf. nécessaire].
En 2016, elle remporte le 1er prix, le Prix du public et le Prix de la meilleure interprétation de l'œuvre contemporaine du Concours international de musique de l'ARD à Munich.

## Distinctions
- 2016 : Premier Prix du Concours international de musique de l'ARD de Munich[4]
- 2010 : Médaille d’Or Concours International de Harpe des USA, à Bloomington (Indiana)[4]
- 2010 : Prix Gisèle Tissier-Grandpierre offert l’Institut de France
- 2009 : Deuxième prix du Concours Valentino Buccho : « L’Arpa nel 20-21° seccolo » à Rome
- 2008 : Troisième prix du Concours International Lily Laskine à Paris[5]
- 2007 : Prix Raynaud-Zurfluh offert par le Royaume de la Musique
- 2001 : Deuxième prix du Concours des Jeunes bassonistes à Aulnay

## Discographie
- 2012 : Dance (Le Bal), chez Lyon & Healy Records (enregistrement réalisé au printemps 2012 en Italie sous la direction artistique de Fabrice Pierre).
- 2018 : Le Rossignol en Amour, chez Genuin[6].

## Divers
La double formation de bassoniste et de harpiste d'Agnès Clément a conduit le compositeur Olivier Massot à concevoir une œuvre à son intention, Un'Altra Furtiva. Lors de l'exécution, l'interprète doit passer de la harpe au basson, mais également se voir accompagnée par une version préenregistrée de certaines parties de l'œuvre superposées à l'interprétation en 
live. Ce jeu de superpositions de bandes permet d'arriver jusqu'à l'octuor, avec basson, harpe, et percussions variées, avec en réalité toujours une seule et même interprète.
L'œuvre a été créée le 15 avril 2011 au festival « Les Muséiques » de Bâle.